# Sam Carmichael
Sam Carmichael è un personaggio immaginario del musical Mamma Mia! e dell'omonimo film, creato da Catherine Johnson.

## Il personaggio

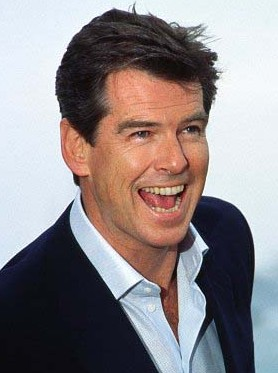
Pierce Brosnan è Sam Carmichael nel film.

Sam è uno dei tre ex fidanzati di Donna Sheridan, arrivato al matrimonio di Sophie sotto invito della sposa.
In gioventù, Sam era un Hippie (come dimostra il sogno ad occhi aperti di Donna), che ora lavora come architetto.
Sam è stato il primo fidanzato di Donna, e l'unico ad essere davvero innamorato di lei fin dall'inizio, ma una promessa di matrimonio ad una ragazza che conosceva a New York, lo costringe ad abbandonare Donna per rincasare.
Poco tempo dopo Sam si rende conto dell'errore e ritorna sull'isola, dove però trova Donna assieme a Bill, e per questo accetta di tornare a New York e sposare Lorraine.
Tornato sull'isola dopo anni, è ancora innamorato di Donna, ricambiato, e in tutto il tempo prima del matrimonio cerca di riconquistarla, finché dopo alti e bassi i due convolano a nozze dopo il fallito grande matrimonio di Sky e Sophie, che si rivela essere per un terzo sua figlia.

## Canzoni
A Sam vengono affidate 4 canzoni:
- Our Last Summer (con Bill, Harry, Sophie e Donna)
- SOS (duetto con Donna)
- The Winner Takes It All (comparsa, non cantata)
- When All Is Said and Done (con Donna)